# Vance Robinson
Vance Robinson (* 19. April 1936) ist ein ehemaliger US-amerikanischer Sprinter.
1959 wurde er bei den Panamerikanischen Spielen in Chicago Vierter über 200 m.

## Persönliche Bestzeiten
- 100 Yards: 9,5 s, 13. April 1957, Winston-Salem
- 200 m: 21,0 s, 3. April 1958, Orangeburg